# Elmer Kelton

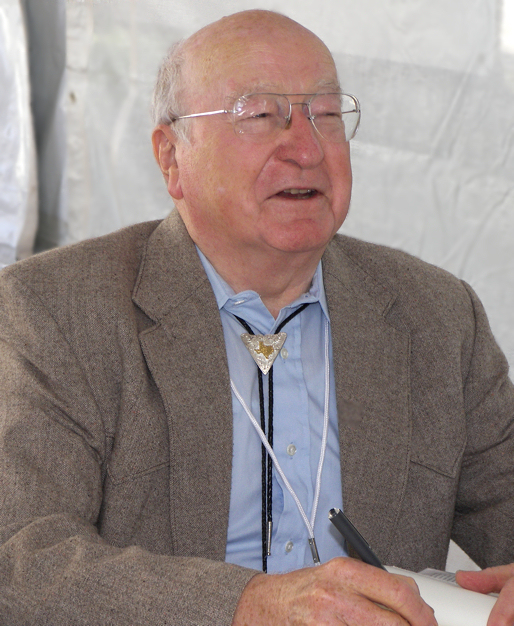
Elmer Kelton

Elmer Stephen Kelton (* 29. April 1926 im Andrews County, Texas; † 22. August 2009 in San Angelo, Texas) war an ein US-amerikanischer Journalist und Schriftsteller, der besonders durch seine Westernromane bekannt wurde.

## Biografie
Kelton wurde im Andrews County im Westen von Texas auf dem Horse Camp der Five Wells Ranch geboren, das der Scharbauer Cattle Company gehörte. Seine Eltern waren Robert W. "Buck" und Beatrice "Bea" (geb. Holland) Kelton.
Als Kelton drei Jahre alt war, zog die Familie auf die McElroy Ranch, die auf den beiden Countys Crane und Upton liegt. Dort verbrachte er den Rest seiner Kindheit – sein Vater arbeitete dort bis 1965.
Nach dem Abschluss der Crane High School schrieb sich Kelton an der University of Texas at Austin ein, die er von 1942 bis 1944 und erneut von 1946 bis 1948 besuchte und mit einem Bachelor of Arts in Journalismus verließ. In der Zeit dazwischen hatte Kelton in der US Army gedient und musste in Europa auch Kampferfahrungen machen.
Er heiratete die Österreicherin Anna Lipp, mit der er zwei eigene und ein von seiner Frau in die Ehe gebrachtes Kind hat.
Von 1948 an war Kelton 15 Jahre lang zuständig für das Ressort Farm und Ranch bei der San Angelo Standard-Times. Fünf Jahre lang war er Redakteur beim Sheep and Goat Raiser Magazine und 22 Jahre bei Livestock Weekly.
Sieben seiner Romane, Buffalo Wagons, The Day the Cowboys Quit, The Day It Never Rained, Eyes of the Hawk, Slaughter, The Far Canyon und The Way of the Coyote, gewannen einen Spur Award der Western Writers of America; drei weitere, City: The Time It Never Rained, The Good Old Boys und The Man Who Rode Midnight den Western Heritage Awards des National Cowboy & Western Heritage Museum in Oklahoma City, Oklahoma.
1995 wurde sein Roman The Good Old Boys von Turner Network Television verfilmt; die Hauptrolle übernahm Tommy Lee Jones.
1977 erhielt Kelton für sein Lebenswerk den Owen Wister Award; 1998 einen weiteren Preis für das Gesamtwerk, den Lone Star Award for Lifetime Achievement.
2007 wurden seine Memoiren, Sandhills Boy, veröffentlicht.

## Awards
| Year | Award                  | Category                    | Work                        |
| ---- | ---------------------- | --------------------------- | --------------------------- |
| 1957 | Spur Award             | Roman                       | Buffalo Wagons              |
| 1971 | Spur Award             | Roman                       | The Day the Cowboys Quit    |
| 1973 | Spur Award             | Roman                       | The Time It Never Rained    |
| 1974 | Western Heritage Award | Western-Roman               | The Time It Never Rained    |
| 1977 | Owen Wister Award      | Lebenswerk Westernliteratur | Lebenswerk Westernliteratur |
| 1979 | Western Heritage Award | Western-Roman               | The Good Old Boys           |
| 1981 | Spur Award             | Roman                       | Eyes of the Hawk            |
| 1988 | Western Heritage Award | Western-Roman               | The Man Who Rode Midnight   |
| 1992 | Spur Award             | Roman aus dem Westen        | Slaughter                   |
| 1994 | Spur Award             | Roman aus dem Westen        | The Far Canyon              |
| 2002 | Spur Award             | Bester Western-Roman        | Way of the Coyote           |

## Bibliografie
(Auswahl)
- 1957: Duell im Kiowa-County, Moewig
- 1965: Das Greenhorn, Moewig
- 1967: Donovan räumt auf, Heyne
- 1975: Heiße Eisen, Ullstein, ISBN 3548031501
- 1978: Der Weidekönig, Heyne, ISBN 3453203445
- 1979: Morgen sollst Du hängen, Joe, Heyne, ISBN 3453203836
- 1980: Drei Schritte zum Galgen, Heyne, ISBN 3453203941
- 1981: Die letzten Cowboy, Heyne, ISBN 3453203682
- 1981: Tödliche Falle, Heyne ISBN 3453204301
- 1982: Das Todeslied der Comanchen, Heyne
- 1984: Frei wie der Wind, Heyne, ISBN 3453204506
- 1984: Im Sattel des Bösen, Heyne, ISBN 3453204131
- 1985: Die Augen des Falken, Heyne, ISBN 3453205197
- 1986: Das Elmer Kelton Western Lesebuch, Heyne, ISBN 3453206002